# 第2外人落下傘連隊
第2外人落下傘連隊（だいにがいじんらっかさんれんたい、2e régiment étranger de parachutistes:2e REP）は、オート＝コルス県カルヴィに駐屯する、第11落下傘旅団隷下のフランス陸軍の空挺連隊である。書籍によっては、第2外人パラシュート連隊或いは第2外人空挺連隊とも表記される。
兵種は歩兵、伝統的区分は外人部隊である。

## 概要
第2外人落下傘連隊は、フランス外人部隊で唯一の空挺部隊である。外人部隊の中では精鋭中の精鋭として位置づけをされている。連隊内に編成されている潜入情報行動コマンドーグループ(GCP)という少数の特殊部隊が存在する。隊員全員が空挺技術とヘリボーン技術を有しており、市街地戦、山岳・寒冷地戦、潜水、上陸戦、爆破、狙撃等、砂漠戦、それぞれの専門分野を持つ戦闘中隊と整備中隊、本部管理中隊など含め、合計9個中隊で構成される。第6中隊は予備役部隊として常設部隊ではない。

## 歴史
1948年7月から1949年11月に掛けて、第一次インドシナ戦争で奇襲部隊を提供するために、3個の落下傘大隊が編制された。しかし、現地ゲリラとの戦いで、第1落下傘大隊(1er BEP)は全滅するなど、大きな損害を受けた（1er BEPは1950年に再編制された）。その後、第1落下傘大隊と第2落下傘大隊は、1954年に第一次インドシナ戦争のディエンビエンフーの戦いに参加し、1953年11月20日、空挺降下でディエンビエンフー（現ベトナム北部）に潜入、占領した。この作戦に参加した約15000名のフランス兵のうち、10分の1の約1500名が外人部隊の隊員であった。その後、ベトミンの猛攻撃で大きな損害を被ったフランス軍守備部隊は、1954年5月7日に降伏する。
インドネシア戦争の後、第1、第2の落下傘大隊は再編制され、連隊規模に増強される。両連隊は、1955年にアルジェリアに派遣された（アルジェリア戦争）。1961年4月に第1連隊は、シャルル・ド・ゴール大統領の退陣を狙った将軍達の反乱に参加する。この反乱はすぐに鎮圧され、第1落下傘連隊は咎を受け解隊された。
第2外人落下傘連隊は1961年に大幅な再編成をうける。1962年12月10日、連隊は外人部隊総監ルフォール将軍（以前に連隊長に上番していた）から近代化構想を下達され、各中隊に専門特技を付与し即応部隊に生まれ変わるべく、カイヤール中佐の指揮の下で軽介入師団に編入、その後に第11落下傘師団（現在は第11落下傘旅団）の隷下となる。1970年代には、チャドにおける対ゲリラ戦を実行し、1976年にはジブチ・ソマリア国境でのハイジャックされたバスから28人の子供を救出する作戦へ参加し、1978年にコンゴで分離主義者の反乱軍から、約2000名の欧州人を救出する作戦にも従事した。現在も、世界各地で平和維持活動などに努めている。
2010年1月から7月までアフガニスタン北東部ウズビン地区及びカピサ州においてISAF(国際治安支援部隊)のフランス陸軍タスクフォースALTORとしてタリバン掃討作戦に参加。米軍特殊部隊や仏軍特殊部隊、ルーマニア軍特殊部隊による強襲作戦のための作戦地域の包囲、安全化などの支援任務などにも参加 。6か月の派遣期間中、大隊で合計すると100回以上の戦闘となった。2011年にはコートジボワール大統領選挙後の混乱に対して、ガボンに派遣されていた第４中隊が緊急展開し、激しい市街地戦となった。また７月には第２中隊が２回目のアフガニスタン派遣となり、カピサ州の作戦において激しい市街地戦を展開し、多くの死傷者を出した。その結果、すべての作戦を中断し、予定より早く派遣を打ち切り撤退となった。2012年には連隊本部付中隊（CCL)を中核とした将校及び下士官十数名がOMLT(軍事訓練教官チーム）としてアフガニスタン東北部カピサ州にANA(アフガン国軍）の訓練教官要員として派遣された。
駐屯地内にある戦没者慰霊碑には1,300余名の氏名が刻まれている。

## 沿革・主な参加作戦
- 1948年：第1と第2外人落下傘大隊が編成される。第一次インドシナ戦争に参加。（～1954年まで）
- 1954年：アルジェリア戦争に参加。（～1962年まで）
- 1961年：将軍達の反乱の際、連隊長ダミュゼ大佐の優柔不断な態度により決起に参加せず、決起に参加した第1外人落下傘連隊は解隊される。
- 1969年：チャド介入。
- 1976年：ジブチ共和国バスハイジャック事件（ロヤダ人質事件）。第２中隊がGIGNの後方支援。
- 1978年：ザイール、コルヴェジに緊急派遣。FNLCによって捕らえられた欧州籍の鉱山労働者解放作戦（レオパール作戦）に参加。2000人以上を救出。20人が負傷、5名が戦死。
- 1979年：チャド介入。
- 1982年：レバノンに派遣。
- 1983年：チャド介入。
- 1989年：ガボンに派遣。
- 1991年：湾岸戦争に参加。

ダゲ師団隷下にGCPが参加
- 1992年：UNTACPKOに参加。
- 1993年：ボスニア・ヘルツェゴビナ紛争に派遣。
- 1994年：ルワンダに派遣。
- 1996年：マケドニア共和国に派遣。
- 2001年：コソボ紛争に派遣。
- 2002年、2004年、2006年：コートジボワールに派遣。
- 2006年：チャド共和国において反政府勢力の侵攻に対し、第１中隊と第３中隊が緊急展開を行う。
- 2007年：チャド共和国に派遣

【アフガニスタン紛争】
- 2010年：アフガニスタン共和国に派遣。アフガニスタン北東部ウズビン地区及びカピサ州においてISAF(国際治安支援部隊)のフランス陸軍タスクフォースALTORとしてタリバン掃討作戦に参加。当時のISAF総司令官から2010年度の最優秀連隊と称された。Kisan Thapa、Konrad Rygiel、Robert Hutnikの3名が戦死。
- 2011年：コートジボワール大統領選挙後の混乱に対し、ガボンに派遣されていた第４中隊が緊急展開を行う。また７月には第２中隊が２度目のアフガニスタンに派遣。
- 2012年：連隊本部付中隊（CCL)を中核とした将校及び下士官十数名がOMLT(軍事訓練教官チーム）としてアフガニスタン東北部カピサ州にANA(アフガン国軍）の訓練教官要員として派遣。
- 2013年1月：『セルヴァル作戦』に参加。(アンサル・ディーン、AQIMからのマリ北部三州奪還作戦)。

28日、マリ共和国のトンブクトゥ市奪還のため第21海兵歩兵連隊戦闘団600人が地上投入され、その支援にフランス本国からC-130戦術輸送機2機とC-160戦術輸送機3機で空輸された一個中隊200人が、市街地北側の交通路遮断のため夜間空挺降下作戦を実施。
2月：マリ北東部のアドラル山脈での索敵作戦。
2月19日、“チベガティン渓谷の戦い”で、GCP隊員のHarold Vormezeele軍曹が戦死。
- 2014年5月：マリ北東部のテッサリット地域を車両で偵察中、IEDによりGCP隊員のMarcel Kalafut軍曹が死亡。他2名が負傷。
- 2015年：サヘル地域全域での対テロ作戦を主とした『バルハン作戦』（英語版）に参加。

4月：『アグラブ作戦』に参加。(ニジェールとチャドとの国境監視及び反政府及び犯罪組織の捜索掃討作戦)。
4月7日-13日、第1中隊90人がニジェール北部のリビア国境サルバドール峠での反政府勢力密輸ルート寸断のため、1RCP50人との空挺降下作戦を実施。
5月14日、サルバドール峠でピックアップ車両を急襲し、3人を殺害。3名を拘束。違法薬物1.5トンを押収。
- 2018年6月：マリ共和国に派遣。

9月8日：GCPがマリのガオ地域に高高度降下で潜入偵察を実施。
9月27日：ニジェール国境近くのマリ北東部のメナカ地域に隊員80名が、エアバス A400M1機とC-1602機での空挺降下作戦を実施。
- 2020年

2月21〜27日にかけGTD(Groupement Tactique Désert)通称「Altor」戦闘団として、1ヶ月に及ぶ作戦の結果、マリ共和国リプタコでの戦闘で、敵戦闘員約12名を殺害。

## 最新の部隊編成
- 本部管理中隊（CCL)
- 整備中隊(CMR)

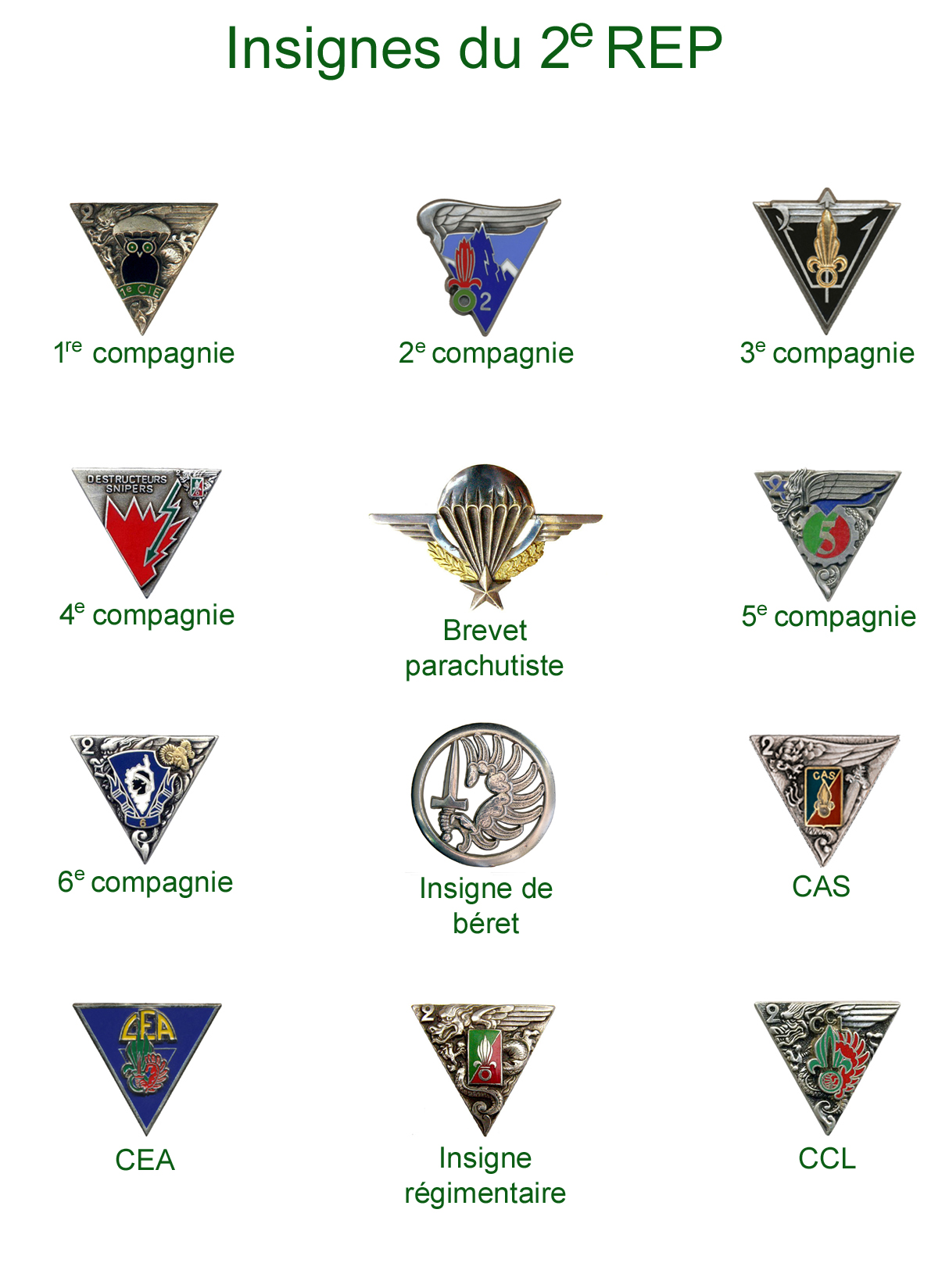
部隊ごとの記章

- 支援中隊(CA)-　偵察小隊、対戦車小隊、狙撃小隊、空挺コマンドグループ(GCP)
- 第1中隊 - 市街戦
- 第2中隊 - 山岳戦
- 第3中隊 - 潜水、舟艇、上陸戦
- 第4中隊 - 狙撃及び爆破、破壊
- 第5中隊 - 砂漠戦
- 第6中隊 - 予備役

第2外人落下傘連隊は、連隊本部、6個の戦闘中隊（第1中隊、第2中隊、第3中隊、第4中隊、第5中隊、支援中隊）、第6中隊（予備役）、本部管理中隊、整備中隊で編制される。6個の戦闘中隊には、それぞれの専門分野があり、市街戦は第1中隊が担当する。山岳戦や極地戦は第2中隊の役目で、第3中隊は海からの上陸戦を行う。破壊工作や狙撃などは第4中隊が担当する。支援中隊は偵察小隊、対戦車小隊、狙撃小隊、空挺コマンドグループ(GCP)で編成される。また空挺コマンドーグループ(GCP:Group Command Parachute)は特殊作戦能力を有し、
連隊長直轄部隊として、基本的に連隊の先遣部隊として少数で敵地に潜入し、偵察、監視が主要任務である。また特殊作戦や目標追跡等の極秘任務などに投入されこともある。

### 定員
- 連隊の人員構成は落下傘整備小隊や医務室などに配属されている外人部隊に所属しないフランス正規軍兵士（女性兵士も数名）を含めて約1,200名からなる。

## 訓練課程

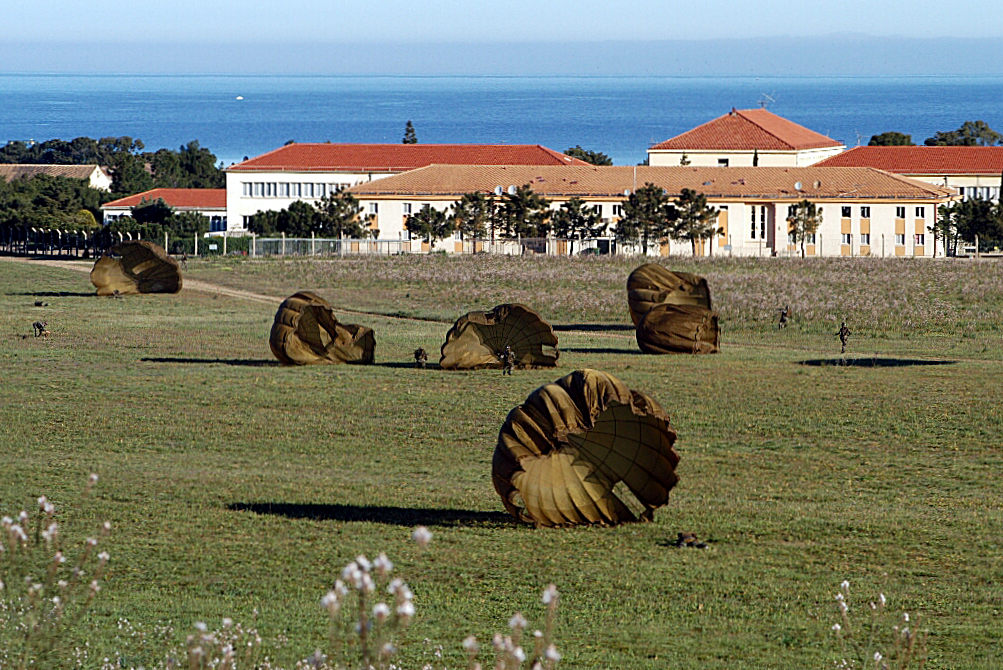
降下訓練中の2Rep

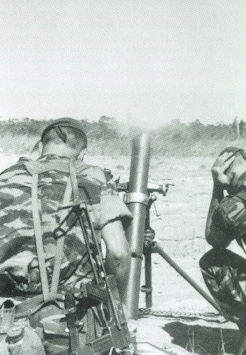
1978年、ザイール（現在のコンゴ民主共和国）のコルヴェジにて迫撃砲を発射する第2外人落下傘連隊の兵士

隊員は全員、第4外人連隊での約4ヶ月間に及ぶ基訓練課程修了後、第2外人落下傘連隊の空挺教育隊にて約3週間の基本降下課程を受け、最低6回の降下を行う。初降下は非武装単独降下、2回目は非武装の連続降下で空中で予備傘を実際に開傘させる、4回目以降から武装降下となる。教育終了後、空挺記章授与式があり、その後各中隊に配属される。各中隊に配属されると歩兵科軽火器課程を修了し、各中隊ごとの中隊専門教育を受け、そして戦闘専門課程（選抜射手課程、ミラン対戦車ミサイル課程、81mm迫撃砲課程など）と戦闘以外の専門技能（医療衛生、車両整備、通信など）の教育課程を受け、さらにジブチやガボン、ニューカレドニアなどの海外派遣を通じて砂漠戦やジャングル戦の3週間のコマンドー課程を受ける事が出来る。

## 主要装備

### 拳銃
- PAMAS G1−2022年までに廃止。
- グロック17

### アサルトライフル
- FA-MAS−2027年までに廃止。
- FA-MAS FELIN
- HK416F
- FN SCAR-Ｌ−GCPが使用。

### 狙撃銃
- FR-F2−2022年までに廃止。
- SCAR-H Precision Rifle
- PGM ヘカートII（対物ライフル）

### 機関銃
- AAT-F1
- AA-52
- M240E5
- 12.7mm重機関銃

### 擲弾
- APAV40 ライフルグレネード
- AC58 ライフルグレネード
- M320 擲弾発射器

### 迫撃砲
- 50mm軽迫撃砲 F1
- LLR 81mm迫撃砲

### 対戦車兵器
- ERYX
- ミラン対戦車ミサイル
- C20（20mm機関砲）
- ABL

### 車両
- P4
- VBL装甲車
- PVP装甲車
- GBC180（大型トラック）
- VAB（装甲人員輸送車）